# Victor Vasarely
Victor Vasarely (węg. Vásárhelyi Győző), (ur. 9 kwietnia 1906, Pecz, Węgry, zm. 15 marca 1997, Paryż, Francja) – artysta węgierskiego pochodzenia, który tworzył i pracował we Francji aż do śmierci. Jeden z czołowych przedstawicieli abstrakcji geometrycznej. Uważany za prekursora i przedstawiciela nurtu op-art. Tworzył poprzez komponowanie układów, wykorzystując geometryczne kształty (najbardziej charakterystyczne są kompozycje w kształcie kostki). Tworzył iluzję przestrzennej głębi na powierzchniach dwuwymiarowych, wykorzystując do tego jedynie abstrakcyjne plamy barwne. Pierwotnie w jego pracach dominowała czarno-biała kolorystyka, którą znacznie urozmaicił w swojej późniejszej działalności.
Pierwotnie studiował medycynę, jednak po dwóch latach zmienił kierunek na malarstwo. Vasarely działał w węgierskim oddziale Bauhausu (Muhely) w Budapeszcie pod koniec lat 20. XX wieku. Od 1930 roku działał w Paryżu, gdzie pracował jako grafik. Tam powstały jego pierwsze prace, tworzone przy pomocy rytmicznie ułożonych biało-czarnych elementów. Od lat 50. formułował szereg manifestów. Od 1955 powstawały cykle obrazów „optyczno-kinetycznych” sprawiających wrażenie pulsowania, falowania, wirowania lub migotania. Od roku 1960 artysta w manifestach teoretycznych rozwijał koncepcję alfabetu plastycznego zatytułowanego „Folklor planetarny”.

## Galeria

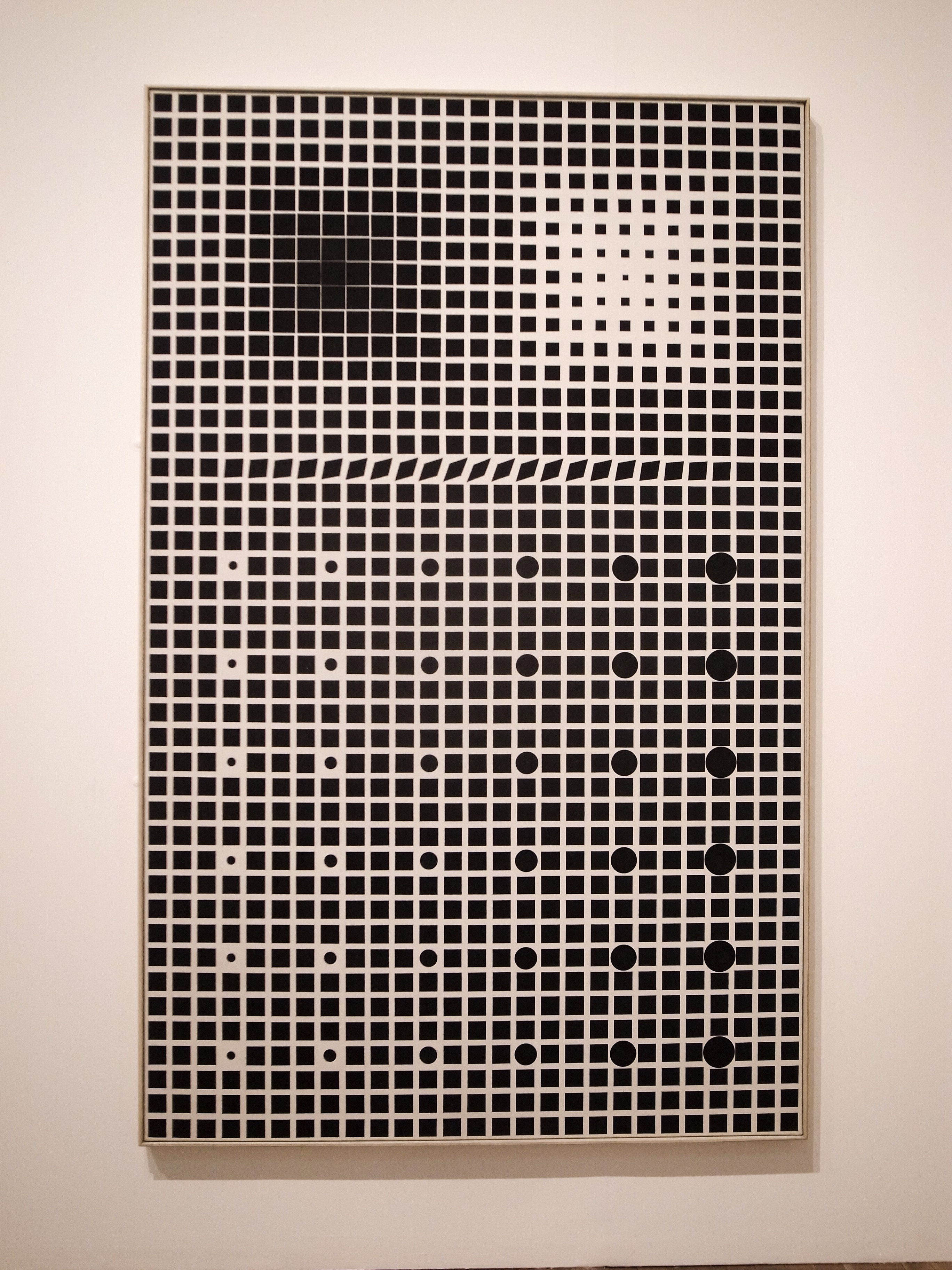
Supernovae (olej na płótnie, 1961)
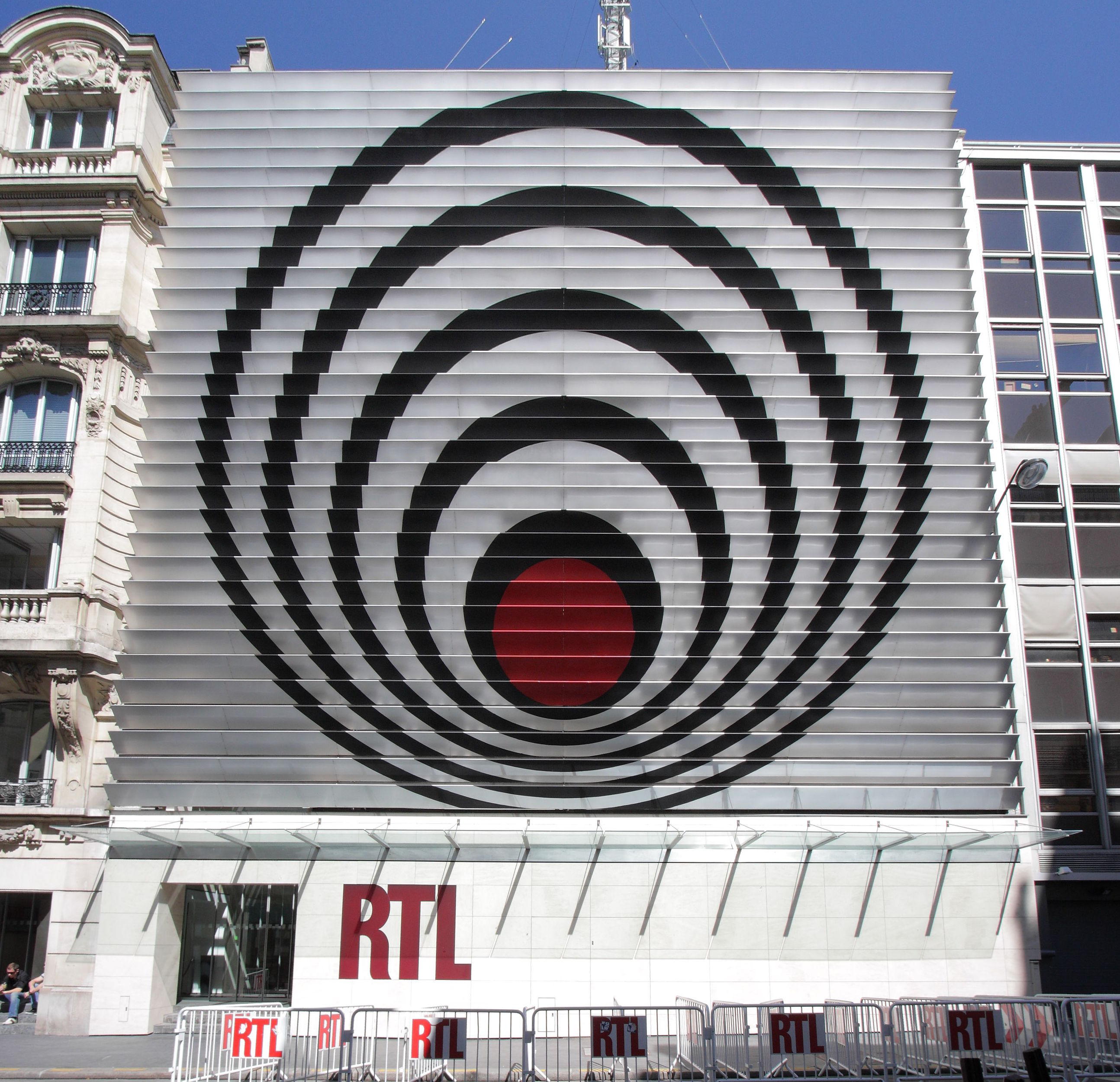
Fasada siedziby radia RTL w Paryżu, aluminiowe żaluzje z grafiką i podświetleniem elektrycznym (1972)
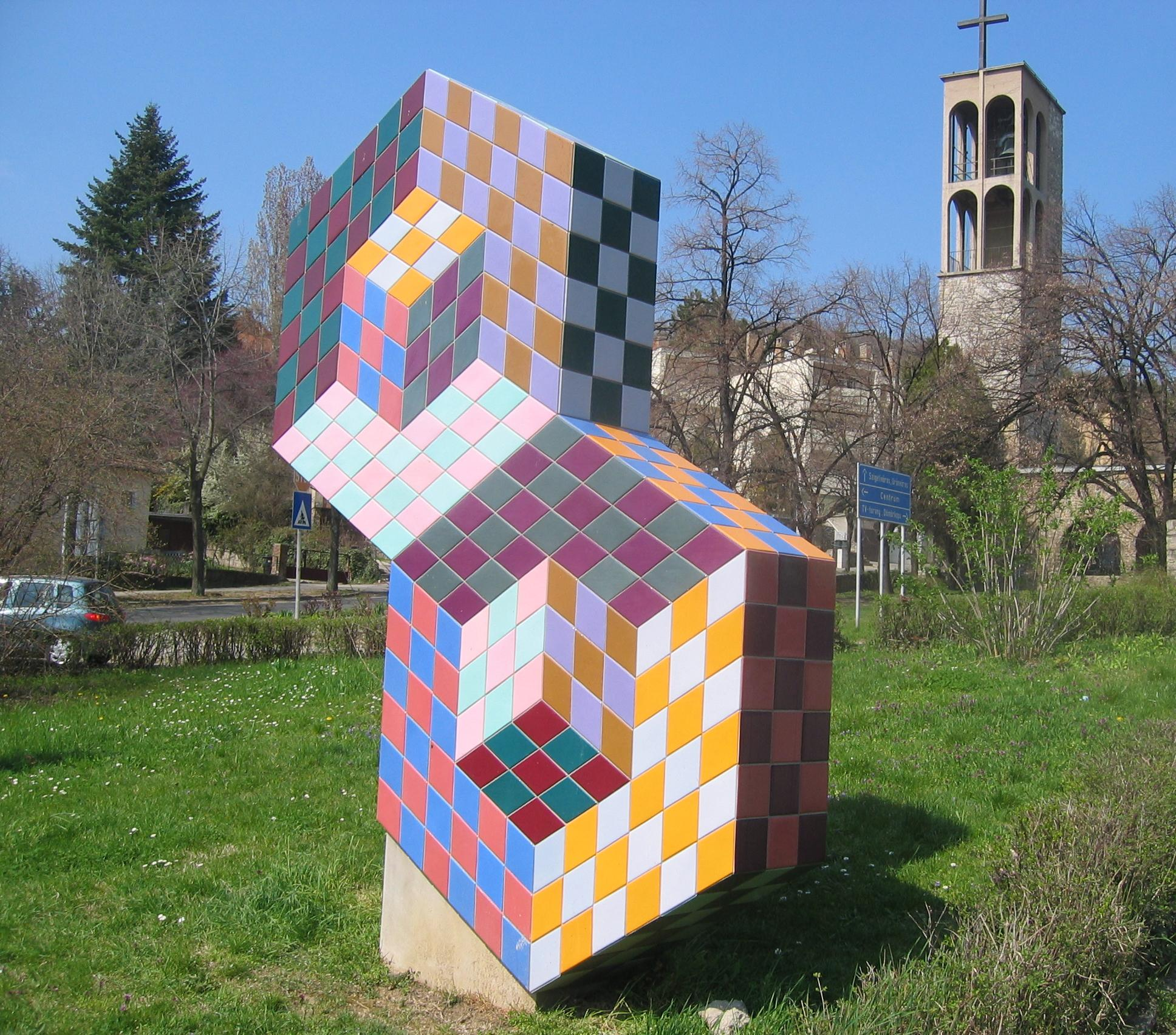
Rzeźba w Peczu (1977)